# Ricardo Carreras
Pour les articles homonymes, voir Carreras.
Ricardo Carreras est un boxeur américain né le 8 décembre 1949.

## Carrière
Il représente son pays lors des Jeux olympiques d'été de 1972 et remporte la médaille de bronze dans la catégorie poids coqs.